# Roy Sandstrom
Eric Roy Sandstrom (ur. 11 września 1931 w Kingston upon Hull, zm. 19 maja 2019) – brytyjski lekkoatleta, sprinter, wicemistrz Europy z 1958.
Zajął 5. miejsce w sztafecie 4 × 100 metrów na igrzyskach olimpijskich w 1956 w Melbourne (sztafeta brytyjska biegła w składzie: Kenneth Box, Sandstrom, David Segal i Brian Shenton). Startował również w biegu na 100 metrów (odpadł w ćwierćfinale) oraz w biegu na 200 metrów (odpadł w eliminacjach).
Startując w reprezentacji Anglii zdobył srebrny medal w sztafecie 4 × 110 jardów (w składzie: Adrian Breacker, Segal, Sandstrom i Peter Radford) na igrzyskach Imperium Brytyjskiego i Wspólnoty Brytyjskiej w 1958 w Cardiff, a w biegu na 100 jardów odpadł w półfinale.
Brytyjska sztafeta 4 × 100 metrów w tym samym składzie (w ustawieniu: Radford, Sandstrom, Segal i Breacker) zdobyła srebrny medal na mistrzostwach Europy w 1958 w Sztokholmie. Ustanowiła wówczas rekord Wielkiej Brytanii czasem 40,2 s. Sandstrom startował na tych mistrzostwach również w biegu na 100 metrów, ale odpadł w półfinale.
Sandstrom był mistrzem Wielkiej Brytanii (AAA) w biegu na 100 jardów w 1955.